# Mảng Úc
Mảng Úc là một kiến tạo mảng lớn ở phía đông, và phần lớn là các bán cầu ở phía nam. Ban đầu là một phần của lục địa Gondwana cổ đại, Úc vẫn kết nối với Ấn Độ và châu Nam Cực cho đến khoảng 100 triệu năm trước khi Ấn Độ tách ra và bắt đầu di chuyển về phía bắc. Úc và Nam Cực bắt đầu biến đổi cách đây 85 triệu năm và cách nhau khoảng 45 triệu năm trước. Mảng Úc sau đó được kết hợp với mảng Ấn Độ liền kề bên dưới Ấn Độ Dương để tạo thành một đĩa Mảng Ấn-Úc. Tuy nhiên, các nghiên cứu gần đây cho thấy hai tấm này một lần nữa tách ra và đã được các tấm riêng biệt ít nhất 3 triệu năm và có thể lâu hơn. Biển Úc bao gồm lục địa của Úc, bao gồm Tasmania, cũng như các vùng của New Guinea, New Zealand và lưu vực Ấn Độ Dương.